# Lokvarsko jezero
Lokvarsko jezero – zbiornik zaporowy w Chorwacji, na terenie Gorskiego kotaru.

## Opis
Znajduje się w pobliżu wsi Lokve, w żupanii primorsko-gorskiej. Powstał poprzez zagrodzenie rzeki Lokvarka zaporą o wysokości 51 m. Został oddany do użytku w 1955 roku i pełni funkcje hydroenergetyczne, będąc współcześnie częścią systemu HPP Vinodol. Jego powierzchnia wynosi 2,1 km², a maksymalna głębokość to 40 m.